# Arrondissement Cholet
Cholet is een arrondissement van het Franse departement Maine-et-Loire in de regio Pays de la Loire. De onderprefectuur is Cholet. Tot 1857 was de onderprefectuur gevestigd in Beaupréau en droeg het arrondissement ook deze naam.

## Kantons
Het arrondissement was tot 2014 samengesteld uit de volgende kantons:
- Kanton Beaupréau
- Kanton Champtoceaux
- Kanton Chemillé-Melay
- Cholet 1e kanton
- Cholet 2e kanton
- Cholet 3e kanton
- Kanton Montfaucon-Montigné
- Kanton Montrevault
- Kanton Saint-Florent-le-Vieil

Na de herindeling van de kantons door het decreet van 26 februari 2014, met uitwerking op 22 maart 2015, zijn dat :
- Kanton Beaupréau-en-Mauges
- Kanton Chemillé-en-Anjou
- Kanton Cholet-1
- Kanton Cholet-2
- Kanton Mauges-sur-Loire
- Kanton Sèvremoine